# Вильчес, Кристиан
Кристиан Альберто Вильчес Гонсалес (исп. Christian Alberto Vilches González; 13 июля 1983 года, Сантьяго) — чилийский футболист, защитник клуба «Магальянес».

## Клубная карьера
Кристиан Вильчес начинал свою карьеру футболиста в клубе Третьего дивизиона «Депортес Киликура». В 2004 году он присоединился к клубу чилийской Примеры «Палестино». Вильчес дебютировал на профессиональном уровне в матче против «Унион Сан-Фелипе», в игре с «Кобресалем» (3:3) он забил свой первый гол на высшем уровне.
В 2005 году футболист был отдан в аренду команде «Унион Ла-Калера», где оставался до июня следующего года, после чего вернулся в «Палестино». С начала 2009 года Вильчес представлял «Аудакс Итальяно», а в середине 2011 года он перешёл в «Коло-Коло», в составе которого в 2014 году стал чемпионом Чили.
В конце мая 2015 года Вильчес подписал соглашение с бразильским «Атлетико Паранаэнсе». 9 августа того же года он забил свой первый и единственный гол в рамках бразильской Серии А, сравняв счёт на последней минуте домашнего матча с командой «Спорт Ресифи».
В середине 2016 года Вильчес вернулся на родину, заключив контракт с клубом «Универсидад де Чили».

## Достижения
«Коло-Коло»
- Чемпион Чили: Кл. 2014

«Атлетико Паранаэнсе»
- Чемпион штата Парана: 2016

«Универсидад де Чили»
- Чемпион Чили: Кл. 2017